# Fairchilds (Texas)
Fairchilds es una villa ubicada en el condado de Fort Bend en el estado estadounidense de Texas. En el Censo de 2010 tenía una población de 763 habitantes y una densidad poblacional de 147,45 personas por km².

## Geografía
Fairchilds se encuentra ubicada en las coordenadas 29°26′27″N 95°46′34″O / 29.44083, -95.77611. Según la Oficina del Censo de los Estados Unidos, Fairchilds tiene una superficie total de 5.17 km², de la cual 5.16 km² corresponden a tierra firme y (0.3%) 0.02 km² es agua.

## Demografía
Según el censo de 2010, había 763 personas residiendo en Fairchilds. La densidad de población era de 147,45 hab./km². De los 763 habitantes, Fairchilds estaba compuesto por el 78.37% blancos, el 2.36% eran afroamericanos, el 0% eran amerindios, el 0.26% eran asiáticos, el 0% eran isleños del Pacífico, el 17.17% eran de otras razas y el 1.83% pertenecían a dos o más razas. Del total de la población el 31.98% eran hispanos o latinos de cualquier raza.